# Koforidua
Koforidua, popularment coneguda com a K-dua, és una ciutat de Ghana, capital de la Regió Oriental i del New Juaben Municipal District. Té una població de 127.334 habitants (cens de 2012).
Koforidua va ser fundada el 1875 i va prosperar després de la I Guerra Mundial, per la construcció d'un ferrocarril. Serveix com a centre comercial de la regió Oriental i del New-Juaben Municipal district, sent seu de nombrosos negocis però no d'indústria pesant. Una autopista construïda els darrers anys enllaça Adeiso i Koforidua amb Oyoko, i facilita el comerç local a més de servir per comunicar per carretera amb Kumasi.